# Beznābād-e Pā'īn
Beznābād-e Pā'īn (persiska: بزن آباد پائین, Beznābād-e Soflá, Bazīnābād-e Pā’īn) är en ort i Iran.   Den ligger i provinsen Kermanshah, i den nordvästra delen av landet, 400 km väster om huvudstaden Teheran. Beznābād-e Pā'īn ligger 1 283 meter över havet och antalet invånare är 203.
Terrängen runt Beznābād-e Pā'īn är varierad.Runt Beznābād-e Pā'īn är det ganska tätbefolkat, med 185 invånare per kvadratkilometer. Närmaste större samhälle är Harsīn, 16,0 km sydost om Beznābād-e Pā'īn. Trakten runt Beznābād-e Pā'īn består till största delen av jordbruksmark.